# 5753 Yoshidatadahiko
Az 5753 Yoshidatadahiko (ideiglenes jelöléssel 1992 EM) a Naprendszer kisbolygóövében található aszteroida. Kin Endate,  Vatanabe Kazuró fedezte fel 1992. március 4-én.